# Тетерки (Псковская область)
Тетерки — деревня в Бежаницком районе Псковской области. Входит в состав сельского поселения муниципальное образование «Чихачёвская волость».
Расположена в 39 км (или в 54 км по дорогам) к северу от райцентра, посёлка Бежаницы, и в 3 км к югу от волостного центра, села Чихачёво.

## Население
Численность населения по оценке на 2000 год составляла 12 жителей.
| 2000 | 2001 | 2002 | 2010 |
| ---- | ---- | ---- | ---- |
| 12   | →12  | ↘8   | ↘4   |